# Hans Robert Vollmöller

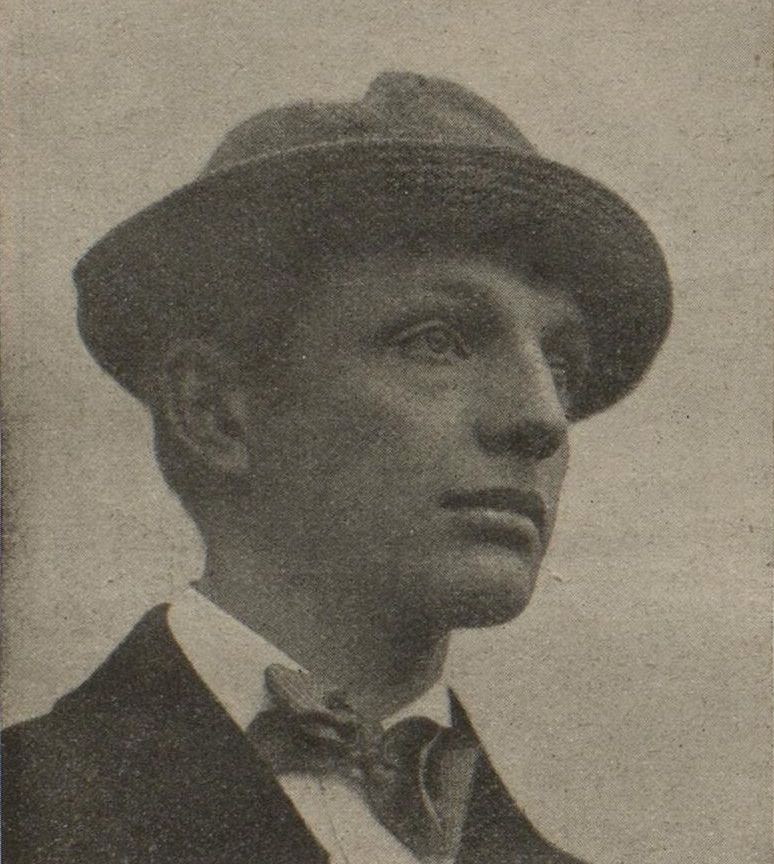
Hans Robert Vollmöller, um 1911

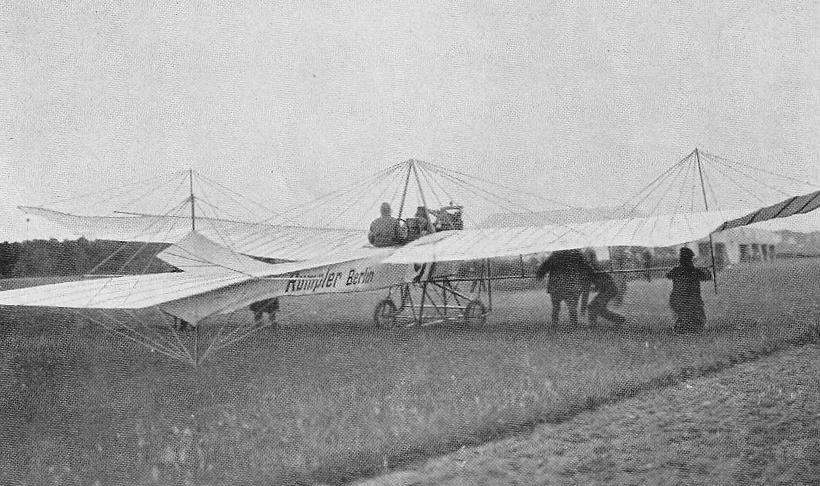
Hans Vollmöller auf einem „Rumpler-Etrich-Eindecker“ während des Deutschlandflugs 1911

Hans Robert Vollmöller (* 6. März 1889 in Stuttgart; † 10. März 1917 in Staaken) war gemeinsam mit seinem elf Jahre älteren Bruder Karl Gustav Vollmoeller ein bedeutender Pionier der ersten Phase der deutschen Luftfahrt. 

## Leben
Hans war ein Sohn des Industriellen Robert Vollmöller und der Sozialreformerin Emilie Vollmöller. Bereits im Alter von 15 Jahren begann er gemeinsam mit seinem älteren Bruder Karl, der zugleich als Konstrukteur der vier „Vollmöller“-Flugzeuge fungierte, in Vaihingen mit dem Bau der ersten deutschen motorbetriebenen Flugzeuge. Mit 16 erlernte er 1905 das Fliegen. Hans Robert Vollmöller besaß eine ungewöhnliche Flugbegabung; zwei Jahre später bestritt er die ersten Flugwettbewerbe in Deutschland und im europäischen Ausland und gewann zahlreiche Pokale. Im Sommer 1910 unternahmen die Vollmöller-Brüder von Bad Cannstatt aus einen ersten Langstreckenflug. Er führte über rund 150 km bis an den Bodensee in die Nähe von Konstanz. Nach einem Unglück im Herbst 1910, bei dem ein Zuschauer ums Leben kam, stellten die Gebrüder Vollmöller den Bau eigener Flugzeuge ein. Das letzte Modell, die Nr. 4, befindet sich in der Flugwerft des Deutschen Museums.
1911 begab sich Hans Robert Vollmöller nach Berlin, um als Konstrukteur und Testpilot für die Firma Edmund Rumpler zu arbeiten. Johannes von Guenther schreibt: … „Hans war Flieger und arbeitete bei der Firma Rumpler, die in Johannistal, der Fliegerzentrale Berlins, ihren Sitz hatte. 1911 wurde dort gerade ein neues Flugzeugmodell ausprobiert, die später berühmt gewordene Taube“. Im gleichen Jahr erhielt er am 15. Mai 1911 seine Flugzeugführerlizenz mit der Nr. 84.
1914 wurde Vollmöller zu Kriegsbeginn eingezogen und arbeitete im seit 1913 bestehenden Konstruktionsteam von Hellmuth Hirth und dem Bosch-Direktor Gustav Klein. Unter der weiteren Beteiligung von Graf Zeppelin wurde daraus 1914 die „Versuchsbau Gotha Ost“ (V.G.O.). Konstrukteure waren Prof. Dr. Alexander Baumann, sowie die Ingenieure Hermann und Scholler, die sich zum Ziel gesetzt hatten, ein „Riesen-Flugzeug“ zu entwickeln.
Theodor Heuss schreibt dazu: „[...] später verlegte man die Tätigkeit in die geeignete Luftschiff-Werft von Staaken bei Berlin … die konstruktive Hauptarbeit besorgte ein ernsthafter Wissenschaftler, Professor Dr. A. Baumann von der Stuttgarter Hochschule, neben ihm die Fliegerspezialisten wie Hirth, Vollmoeller, vorübergehend auch Ernst Heinkel … Das Riesenflugzeug“, so Heuss, „ließ alle bisher in der internationalen Fliegerei bekannten Maße weit hinter sich: ausgerüstet mit drei 240-PS-Maybach-Motoren erreichte es eine Spannweite von 43 Metern und konnte 3000 kg Nutzlast tragen.“
Als Chefpilot führte Hans Robert Vollmöller am 10. März 1917 einen Erprobungsflug mit dem ersten der Riesenflugzeuge, der V.G.O. I durch. Heuss: „Es war ein widriger, kalter und windiger Tag – statt um zehn Uhr kam man erst um zwei Uhr zum Start, die Tore der Halle waren durch die Kälte sperrig geworden. Aber man wollte den Versuch nicht vertagen. Er scheiterte; das Flugzeug, bei der Rückkehr von seinem Rundflug über das Feld, stieß an ein Ecktor der Halle und zerschellte im Absturz. Der Führer, der junge Vollmöller, war sofort tot.“ Daneben starb auch Gustav Klein bei dem Unfall. Hans Robert Vollmöller wurde von Berlin nach Stuttgart überführt und dort beigesetzt.